# کربید توریم (IV)
توریم(IV) کاربید (به انگلیسی: Thorium(IV) carbide) با فرمول شیمیایی ThC یک ترکیب شیمیایی است. که جرم مولی آن 244.049 g/mol می‌باشد. شکل ظاهری این ترکیب، بلورین است.